# Syro-malankariska katolska kyrkan
Syro-malankariska katolska kyrkan är en östlig katolsk självbestämmande delkyrka i Indien som står i full kyrkogemenskap med den romersk-katolska kyrkan under påvens ledning. Kyrkan har cirka 500 000 medlemmar. Den tillämpar malankarisk rit.
Den räknas som en systerkyrka till den syrisk-katolska kyrkan och kom till genom att två syrisk-ortodoxa biskopar i Indien konverterade till den katolska kyrkan år 1930 och bildade den unierade syro-malankariska katolska kyrkan.